# Maximilian von Elverfeldt
Maximilian Friedrich von Elverfeldt (* 31. Juli 1763 in Haus Langen (Bad Bentheim); † 23. Januar 1831 in Paderborn) war ein königlich-preußischer Landrat und Domherr zu Paderborn.

## Leben
Maximilian von Elverfeldt entstammte als Sohn der Eheleute Clemens August von Elverfeldt (königlicher Kammerherr, * 1732; † 1783) und Maria Elisabeth Therese von Etzbach der zum westfälischen  Uradel der Grafschaft Mark gehörenden Familie Elverfeldt. Er studierte an der  Göttingen Jura und war 1787 bis 1804 Domherr in Paderborn. Er gehörte der Paderborner Freimaurerloge Zum hellflammenden Schwerdt an.
Nachdem das Hochstift Paderborn durch den Reichsdeputationshauptschluss 1803 preußisch geworden war, wurde er am 19. März 1803 Landrat des Unterwaldischen Kreises. Bevor er im Jahre 1813 Leiter der  Regierungskommission in Paderborn wurde, war er fünf Jahre als Unterpräfekt im Distrikt Paderborn des Königreichs Westphalen tätig. Am 8. April 1817 wurde er unter Vorbehalt der Prüfung definitiv zum Landrat des Kreises Paderborn ernannt und am 12. November 1830  mit Wirkung zum 1. Januar 1831 aus dem Staatsdienst entlassen.